# Max Reinhardt
Max Reinhardt (Baden, 9 settembre 1873 – New York, 31 ottobre 1943) è stato un regista teatrale, attore teatrale, produttore teatrale, drammaturgo e regista cinematografico austriaco naturalizzato statunitense.

## Biografia
Max Reinhardt nacque il 9 settembre 1873 con il nome di Maximilian Goldmann da una famiglia ebraica dell'alta borghesia austriaca a Baden, cittadina termale a pochi chilometri da Vienna, luogo di soggiorno della famiglia imperiale, dove la famiglia Reinhardt era solita trascorrere l'estate.

### Origine ed educazione
Max era il primogenito di otto fratelli (cinque maschi, tre femmine). I genitori di Reinhardt erano il commerciante Wilhelm Goldmann, ebreo di origine ungherese, e sua moglie Rosa, nata Wengraf. La prima azienda di Wilhelm Goldmann era fallita quando nacque Max.
Dopo aver frequentato la scuola secondaria e la scuola media, descritto come "ragazzo tranquillo e molto timido", inizialmente praticò un apprendistato in un'industria tessile e successivamente un tirocinio bancario, in vista di una eventuale carriera commerciale come auspicavano i genitori. Solo in un secondo momento i genitori acconsentirono che prendesse lezioni di recitazione da Rudolf Perak al Burgtheater, così il giovane, con il nome d'arte di Max Reinhardt debuttò nell'aprile del 1890 nel teatro privato Fürstlich Sulkowsky nel sobborgo viennese di Matzleinsdorf.  Solo nel 1904 il nome dell'intera famiglia fu ufficialmente cambiato da Goldmann a Reinhardt, cognome presumibilmente ispirato dal personaggio principale della novella Immensee di Theodor Storm.
Dopo le sue prime apparizioni, Reinhardt prese lezioni private con Emil Bürde, ex attore della corte di Sassonia e docente di conservatorio, e ricevette il suo primo impegno in un teatro suburbano, il Volkstheater di Rudolfsheim. Qui interpretò il ruolo di Spiegelberg ne I masnadieri di Schiller. Suo compagno di lavoro fu il coetaneo Karl Kraus, con cui sviluppò una rivalità durata molti anni. Nel settembre 1893 ottenne il primo lavoro stabile fuori da Vienna, al teatro comunale di Salisburgo, dove recitò ben 52 ruoli diversi in una sola stagione. Nel 1894 il regista teatrale Otto Brahm, che aveva visto l'attore a Rudolfsheim, gli offrì un lavoro a Berlino.

### Gli inizi
L'ingaggio al Deutsches Theater, il teatro più progressista della Berlino dell'epoca, fu per lui una grande scuola di formazione, ma i ruoli che ricopriva, anche a volte da protagonista, non lo soddisfacevano pienamente. Dopo alcune stagioni e trasferte con i suoi colleghi a Praga e in altre città, nel 1898 fondò il collettivo artistico Die Brille, assieme all’attore Friedrich Kayssler ed al regista Martin Zickel. L'anno prima aveva conosciuto Else Heims, figlia di un ufficiale, la cui posizione sociale gli avrebbe permesso l'ingresso nella buona borghesia e gli avrebbe aperto le porte dei migliori circoli berlinesi. Con la cantante Auguste Kornfeld ebbe anche una figlia illegittima, Jenny Kornfeld (1899-1972).
La compagnia Die Brille debuttò il 23 gennaio 1901 alla Künstlerhaus di Berlino con la prima di una serie di spettacoli intitolati Schall und Rauch (Suono e fumo). Reinhardt scrisse numerose parodie di opere letterarie e teatrali, come ad esempio quattro versioni del Don Carlos di Schiller, interpretate in altrettanti stili teatrali diversi: classico, naturalista, simbolista e cabaret. Gli spettacoli continuarono sino al 1903, quando Reinhardt decise di dedicarsi alla regia teatrale in quanto, divenuto amico di Otto Brahm, poté affiancarlo nelle sue produzioni.

### I teatri di Berlino (1902-1933)

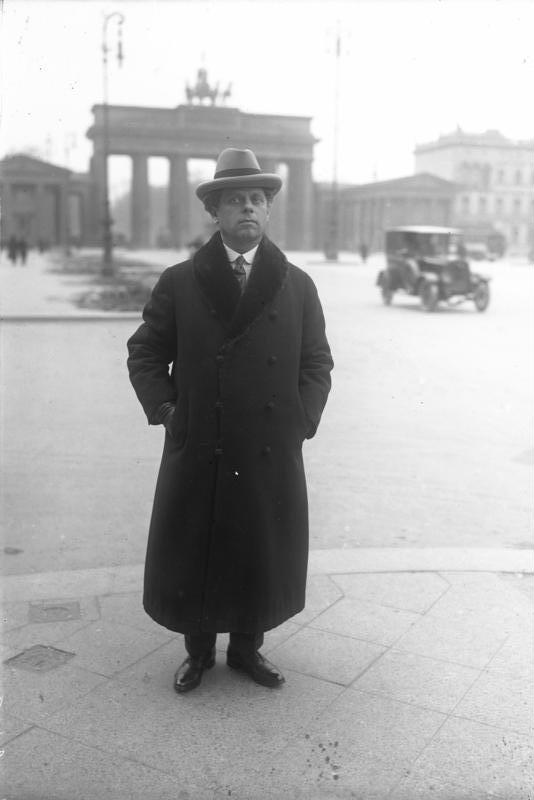
Reinhardt a Berlino

Dal 1902 fino all'inizio del dominio nazista nel 1933, Max Reinhardt lavorò come regista in vari teatri. Fra i primi teatri passati sotto la sua direzione ci fu il Theater am Schiffbauerdamm dove, fra il 1903 e il 1906 furono messi in scena testi come l'Elettra di Hugo von Hofmannsthal e  Salomé di Oscar Wilde.
Nel 1905, tramontato l'astro del naturalismo, Reinhardt subentrò a Brahm nella conduzione del Deutsches Theater e, sotto la sua supervisione nacquero delle produzioni moderne e potenti. A Berlino, con il sostegno economico e amministrativo di suo fratello Edmund (1871-1929), operò una rifondazione del teatro stesso e costruì un vero impero. Reinhardt ebbe sotto la sua conduzione i più importanti attori tedeschi del primo ventennio del Novecento, mise in scena autori non graditi al pubblico borghese tradizionalista come Romain Rolland, August Strindberg e Georg Büchner, ma la sua più grande scommessa fu Arthur Schnitzler, del quale il 13 febbraio 1904 rappresentò il dramma in cinque atti La strada solitaria e il 22 novembre dello stesso anno al Kleines Theater (nuovo nome del Cabaret Schall und Rauch) gli atti unici Der tapfere Cassian (Il valoroso Cassian) e Der grüne Kakadu (Il pappagallo verde), mentre un terzo atto unico, Das Haus Delorme (La famiglia Delorme), non andò in scena per un divieto della censura.
La capacità di innovazione del teatro di lingua tedesca da parte di Reinhardt aprì una nuova dimensione anche attraverso invenzioni di scenografia. Utilizzò sul palco la scenografia girevole che, sebbene già conosciuta in Giappone nel XVII secolo e utilizzata in Europa una prima volta nel 1896, solo con Reinhardt acquistò utilizzo e rilevanza artistiche. Venne proposta nel gennaio 1905 in Sogno di una notte di mezza estate di Shakespeare. Il successo clamoroso di questo spettacolo shakespeariano spinse Reinhardt a lasciare lo Schall und Rauch e ad aprire una sua scuola di recitazione, la Reinhardts Schauspielschule des Deutschen Theaters.
Fu un coraggioso sperimentatore del teatro suo contemporaneo, nel 1906 mise in scena Spettri di Henrik Ibsen per le cui scenografie usò il famoso pittore norvegese come l'autore del dramma, Edvard Munch, e la messinscena del capolavoro di Frank Wedekind, sempre nel 1906, Lo spirito della terra, dramma d'esordio dell'immorale personaggio di Lulù, nonché un'altrettanto famoso allestimento, nel novembre dello stesso anno, dell'opera Risveglio di primavera dello stesso Wedekind che finalmente passò la censura e, grazie al coraggio di Reinhardt, fu rappresentata dopo più di dieci anni (era del 1891) dalla sua composizione.
Nel 1910 Reinhardt sposò Else Heims (1878-1958), dalla quale ebbe due figli, Wolfgang e Gottfried Reinhardt. Entrambi i figli sono diventati produttori cinematografici a Hollywood.
Nel 1911 ospitò la prima mondiale di Jedermann di Hugo von Hofmannsthal e la prima mondiale de Il cavaliere della rosa musicato da Richard Strauss, alla Semper Opera di Dresda con Ernst von Schuch come direttore d'orchestra. Sempre nel 1911, il 23 dicembre, Reinhardt diresse Das Mirakel di Karl Gustav Vollmöller all'Olympia Hall di Londra. Con queste produzioni guadagnò l'attenzione internazionale, in particolare in Europa e negli Stati Uniti. Con la produzione del Cavaliere della rosa, Reinhardt divenne anche uno dei primi pionieri del teatro di musica moderna.
Spesso si avvicinò anche ai classici italiani, specialmente settecenteschi. Nel 1911 collaborò con Ferruccio Busoni per una produzione della fiaba teatrale di Carlo Gozzi, Turandot, per la quale Busoni scrisse le musiche di scena e nel 1924 per la riapertura del Theater in der Josefstadt di Vienna fece il primo esperimento di Commedia dell'arte rediviva con il goldoniano Il servitore di due padroni con la partecipazione della famiglia teatrale austriaca più famosa del tempo: i Thimig.

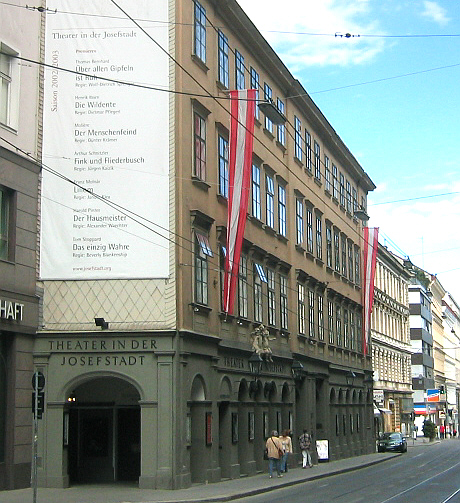
Vienna, Theater in der Josefstadt

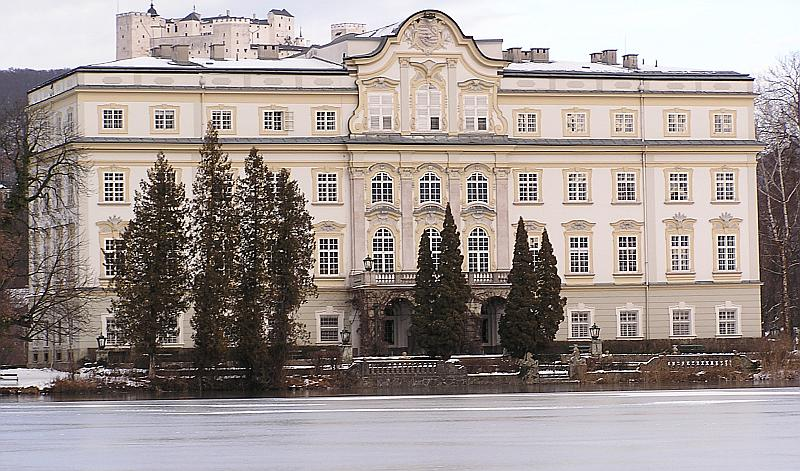
Castello di Leopoldskron (Salisburgo) abitazione di Reinhardt in Austria

Nell'aprile del 1918 acquistò a Salisburgo il Palazzo Leopoldskron del XVIII secolo, con grandi sale, una scala di rappresentanza, 40 camere ed un grande parco che era in rovina. Reinhardt fece ricostruire il castello e rinnovò la scala, la grande sala e la sala di marmo. Nel parco del castello fu costruito un piccolo teatro da giardino. Nel castello furono rappresentati spettacoli teatrali in cui il pubblico si spostava da una stanza all'altra. Il Palazzo Leopoldskron divenne un importante punto d'incontro per scrittori, registi, compositori e attori.
Dopo che Reinhardt trovò sempre più difficile affermare la sua priorità nei teatri di Berlino nell'immediato primo dopoguerra, Leopold Jessner, il nuovo regista del State Drama Theater di Berlino, iniziò a celebrare i suoi primi successi al Gendarmenmarkt e al monumentale progetto di Reinhardt del Great Drama Theater, Reinhardt decise di abbandonare la gestione dei suoi teatri e di staccarsi da Berlino. Nell'ottobre 1920 annunciò al Deutsches Theater che avrebbe lasciato Berlino, e che la direzione dei suoi teatri sarebbe passata al suo vicino collega Felix Hollaender. Reinhardt si trasferì a Salisburgo, fondando il Festival di Salisburgo insieme allo scrittore Hugo von Hofmannsthal ed altri.
Dopo la fallita rivoluzione spartachista del 1919 che aveva avuto fra i suoi fautori il movimento dadaista berlinese e un autore teatrale come Ernst Toller, Reinhardt, che già aveva fondato fra il 1915 il 1918 il Berliner Volksbühne, ovvero il teatro popolare berlinese, si scontrò con Erwin Piscator per la conduzione di questo teatro, in quanto Piscator, che lo considerava rappresentante del teatro borghese non politicizzato, lo dichiarava inadatto alla conduzione di un teatro d'impronta comunista.
Eppure, oltre alle messinscena di Schnitzler e Wedekind, due veri macigni lanciati nello stagno del teatro borghese, Reinhardt aveva dimostrato spesso la sua natura progressista come quando nella rivista Tage Buch aveva firmato l'articolo Rettet Sacco und Vanzetti! (Salvate Sacco e Vanzetti!) sottoscritto anche da Stefan Großmann, Egon E. Kisch, Thomas Mann e Heinrich Mann.
Nel 1917 aveva partecipato alla nascita dell'UFA i grandi studi cinematografici tedeschi che negli anni venti furono gli unici a poter competere con Hollywood, per i quali diresse, nel 1912, il cortometraggio Das Mirakel, uno dei primi film in cui si sperimentò l'uso del sonoro, e nel 1913 Die Insel der Seligen (L'isola dei beati), contrastato dalla censura perché conteneva fra le prime scene di nudo del neonato cinema e addirittura un simulato atto sessuale.
Nel 1919 Reinhardt fondò il Großes Schauspielhaus un teatro con un palco enorme che per la prima volta realizzava il sogno wagneriano del teatro totale che eliminava la separazione fra palcoscenico e pubblico che fu inaugurato con una colossale messinscena dell'Edipo re di Sofocle, ma in seguito ospitò anche drammi più moderni come Tamburi nella notte di Bertolt Brecht, ispirato alla rivolta spartachista.
Durante la Repubblica di Weimar il teatro ebbe un'importanza fondamentale nella società della capitale tedesca data anche la concentrazione di personalità geniali, sia attori, che registi, musicisti e pittori come Bertolt Brecht, George Grosz, Erwin Piscator, Richard Strauss, Hugo von Hofmannsthal, Kurt Weill, Alexander Moissi, la famiglia Thimig, Karl Valentin, Karl Kraus ed altre celebrità che si muovevano tra Vienna, Monaco e Berlino.
Nel 1928 un altro teatro berlinese affidò la direzione a Reinhardt, il Theater am Kurfürstendamm, dove si tenne nel 1931 la prima rappresentazione berlinese de l'Ascesa e caduta della città di Mahagonny di Bertolt Brecht. Nel 1932 Reinhardt lasciò la direzione di questo teatro.
Anche molti stranieri scelsero di lavorare nei teatri tedeschi e furono influenzati dalle scelte sceniche di Reinhardt: Luigi Pirandello, che nel 1924 vide una delle sue maggiori opere, Sei personaggi in cerca d'autore, messa in scena da Reinhardt, nel 1930 dedicò proprio a lui la versione tedesca di Questa sera si recita a soggetto, altro grande esempio della scelta pirandelliana di soggetti ispirati al teatro nel teatro.

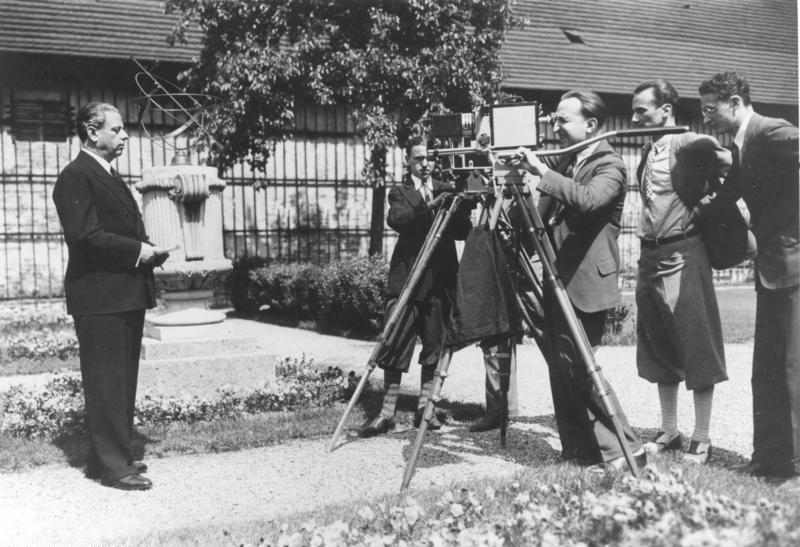
Reinhardt negli studi dell'UFA

Durante la conduzione del Deutsches Theater Reinhardt fondò una specie di scuola-teatro per giovani promesse, il Kammerspiel, dove si formarono attori come Marlene Dietrich, Leopoldine Konstantin e Greta Garbo, registi come Leni Riefenstahl, in seguito portavoce del cinema del regime nazista, ma anche i più importanti registi dell'espressionismo tedesco come Friedrich Wilhelm Murnau, Georg Pabst e Fritz Lang che esportarono la lezione di Reinhardt fino ad Hollywood, oltre che il regista greco Dimitrios Miràt, figlio dell'attore Mitsos Miràt.
Quando i teatri di Berlino si trovarono in acque difficili tra i suoi successori, Reinhardt fu di nuovo più presente dal 1924. Fu solo nel 1932 che abbandonò definitivamente la gestione del suo gruppo teatrale di Berlino. Nello stesso anno diresse una produzione radiofonica dell'opera teatrale di Heinrich von Kleist Prinz Friedrich von Homburg per la tedesca Reichs-Rundfunk-Gesellschaft. Dopo la presa del potere da parte dei nazionalsocialisti tedeschi, che inizialmente volevano mantenerlo concedendo un "onore ariano", spostò il suo lavoro in Austria, Francia e Stati Uniti, dove tenne spettacoli e girò il Sogno di una notte di mezza estate di Shakespeare (1935).
Nel 1935 sposò l'attrice Helene Thimig (1889-1974) della famosa dinastia di attori viennesi. Suo padre Hugo Thimig era attore e per alcuni periodi direttore del Burgtheater di Vienna. I suoi fratelli Hermann e Hans Thimig hanno lavorato come attori e registi per tutta la vita. Hugo Thimig recitò nella parte di Pantalone, Hermann Thimig in quella di Truffaldino (l'Arlecchino della versione di Giorgio Strehler che molto deve a questa di Reinhardt) e Helena Thimig nella parte di Colombina, attrice che in seguito divenne la moglie di Reinhardt.

### Ritorno in Austria (1933)
Nel 1933 Max Reinhardt in tournée in Italia rappresentò nella magica atmosfera del Giardino di Boboli a Firenze il Sogno di una notte di mezza estate. L'anno dopo sfruttò il palcoscenico naturale della città di Venezia per una stupenda messinscena del Mercante di Venezia di Shakespeare.
Dal 1918 aveva acquistato il settecentesco castello di Leopoldskron a Salisburgo nelle cui sale e il cui giardino si dilettò a far rappresentare delle commedie ad invito la più celebre delle quali fu Il malato immaginario di Molière con l'attore Max Pallenberg.
Incalzato dall'ascesa al potere di Hitler nel 1933, Reinhardt si trasferì definitivamente a Salisburgo anche per seguire la sua ultima fatica, il Festival di Salisburgo da lui promosso sin dal 1918 in collaborazione con Hugo von Hofmannsthal e Richard Strauss.
Per il Festival Reinhardt allestì una rappresentazione di Jedermann (Ognuno) dell'amico Hofmannsthal all'aperto, davanti allo scenografico duomo, una rappresentazione che ancora oggi si tiene a Salisburgo durante il Festival.

### L'esilio negli USA
Nell'ottobre 1937 Max Reinhardt fuggì con la moglie negli Stati Uniti a causa del crescente antisemitismo in Austria, della persecuzione degli ebrei nella Germania nazista, cui fece seguito nel 1938 l'invasione nazista dell'Austria,. Dopo la sua fuga dal governo di Hitler, scrisse: “La decisione di staccarmi definitivamente dal Deutsches Theater non è per me facile. Non solo sto perdendo il frutto di 37 anni di attività con questa proprietà, ma sto anche perdendo il terreno che ho costruito per una vita e in cui sono cresciuto io stesso. Sto perdendo la mia casa."
Inizialmente Reinhardt lavorò a Hollywood, dove fondò un'accademia teatrale e cinematografica.  Apprese dalla stampa che la sua proprietà di Salisburgo, il Palazzo Leopoldskron, era  stata espropriata nell'aprile 1938. Nel 1940 divenne cittadino degli Stati Uniti. Nel 1941 si trasferì a New York con la moglie. Firmò un appello di emigranti austriaci di spicco per unirsi a un "battaglione austriaco" previsto per la liberazione dalla Germania nazista.
Il 31 ottobre 1943 Max Reinhardt morì, poche settimane dopo il suo settantesimo compleanno, nel suo hotel di New York a causa delle conseguenze di diverse ferite causate dal morso di un cane.
Reinhardt è sepolto nella cripta di un piccolo mausoleo nel cimitero di Westchester Hills, Hastings-on-Hudson, nella contea di Westchester, New York. La famiglia considerava il funerale nello stato di New York solo come una "soluzione temporanea" [11] fino alla fine della seconda guerra mondiale, ma i sopravvissuti lo lasciarono in questo luogo di sepoltura, dal momento che Reinhardt aveva mostrato la sua determinazione durante la sua vita, "di non tornare mai più né in Germania né in Austria ". [12]

## Luoghi di lavoro

### Berlino
Nel 1901 fu co-fondatore del cabaret Schall und Rauch (in seguito il Piccolo Teatro Unter den Linden) sviluppato dall'Überbrettl di Berlino. Dal 1902 al 1905 ne assunse la direzione, oltre al New Theater (in seguito Theater am Schiffbauerdamm).
Nell'ottobre 1905 rilevò il principale edificio tradizionale del teatro di lingua tedesca con il Deutsches Theater di Schumannstrasse a Berlino. “Il teatro letterario insensato Otto Brahms non ebbe più successo. L'amministratore di un'unità di stile naturalistico, attraverso la quale anche lo stilista Reinhardt si trova in una posizione marginale, viene spinto nel Lessingtheatre dal proprietario e proprietario Adolph L'Arronge […] ”. Nello stesso mese ha aperto la scuola di recitazione del Teatro tedesco per aiutare i giovani “insegnare al mestiere che ha un fondo d'oro"e allo stesso tempo" diffondere ideali il cui fondo non è sempre d'oro ".  Reinhardt fondò il Kammerspiele nell'annesso del Deutsches Theater.
Dal 1915 al 1918 diresse anche la Volksbühne di Berlino.
Nel 1919, il Großer Schauspielhaus di Berlino fu costruito secondo i piani di Hans Poelzig dell'ex Circo Renz, in seguito Schumann (ribattezzato Friedrichstadt-Palast dopo la guerra). Come ringraziamento per l'aiuto e il sostegno del suo amico Karl Gustav Vollmöller, la sua sistemazione di Orestie di Eschilo fu diretta da Reinhardt per l'apertura. Reinhardt diresse il Großer Schauspielhaus fino al 1920. Soprattutto, sviluppò il nuovo stile di regia di massa con grandi cori di comparse e elaborati macchinari scenici. Con questa forma di spettacolo teatrale divenne noto a livello internazionale. Il Great Drama Theatre è stato anche deriso come "Reinhardt Circus" per la messa in scena di routine.
Nel 1924 fondò la commedia su Kurfürstendamm e assunse Bertolt Brecht e Carl Zuckmayer come drammaturghi per il teatro tedesco, che diresse fino al 1930.

### Salisburgo
Nel 1920 fondò il Festival di Salisburgo in collaborazione con lo scrittore Hugo von Hofmannsthal, il compositore Richard Strauss, lo scenografo Alfred Roller ed il direttore d'opera della corte di Vienna Franz Schalk. La prima esibizione, Hofmannsthals Jedermann, ebbe luogo il 22 agosto 1920 a Domplatz. Reinhardt ha diretto il Festival di Salisburgo per 18 anni. Nel 1937 diresse per l'ultima volta con il Faust di Goethe, per il quale Clemens Holzmeister costruì la famosa città di Faust nella Felsenreitschule.
Dopo "l'annessione" dell'Austria nel marzo 1938, la monografia Max Reinhardt di Siegfried Jacobsohn fu bruciata anche quando i libri furono bruciati sulla Residenzplatz a Salisburgo il 30 aprile 1938, quando furono chiamati: "Possa il fuoco consumare anche abusi e vergogna, quello che è successo alla nostra città tedesca da questa merda. La città di Mozart è libera e tedesca! ”, scrisse Johannes Hofinger.

### Vienna
Dal 1º aprile 1924 [18] al 1933 - e quindi in parte contemporaneamente al teatro tedesco - Reinhardt diresse il teatro a Josefstadt a Vienna, che acquistò e che aveva rinnovato dalla sua compagnia teatrale. Il teatro di Josefstadt, che risale all'inizio del XIX secolo, subì una ricostruzione ispirata a Reinhardt nello stile del Teatro La Fenice di Venezia dal 1923 al 1924.
L'ensemble guidata da Reinhardt ha rapidamente guadagnato fama internazionale, e molti degli attori sono stati in grado di costruire una carriera cinematografica di successo. L'ensemble comprendeva Hans Albers, Albert Bassermann, Else Bassermann, Herbert Berghof, Theodor Danegger, Lili Darvas, Vilma Degischer, Ernst Deutsch, Wilhelm Dieterle, Tilla Durieux, Lucie Englisch, OW Fischer, Egon Friedell, Rudolf Forster, Adrienne Gessner, Käthe Gold, Marte Harell, Paul Hartmann, Maria Holst, Oskar Homolka, Attila Hörbiger, Gusti Huber, Hans Jaray, Oskar Karlweis, Fritz Kortner, Hilde Krahl, Fred Liewehr, Peter Lorre, Christl Mardayn, Alexander Moissi, Hans Moser, Erich Nikowitz , Hans Olden, Max Paulsen, Otto Preminger, Luise Rainer, Hortense Raky, Richard Romanowsky, Annie Rosar, Marianne Schönauer, Oskar Sima, Camilla Spira, Hans Thimig, Johanna Terwin-Moissi, Helene Thimig, Hermann Thimig, Hugo Thimig, Jane Tilden , Gustav Waldau, distretto di Gisela Wer, Paula Wessely, Lina Woiwode.  Werner Krauss è stato uno dei fondatori dell'ensemble Josefstadt nel 1924, ma non si è mai esibito in questo teatro.
Il 1º  aprile 1924, la riapertura de Il servitore di due padroni di Carlo Goldoni fu diretta da Reinhardt. La successiva produzione di Reinhardt seguì il 9 aprile: Cabal and Love di Friedrich Schiller (set e costumi di Alfred Roller). Il 16 aprile, la nuova produzione di Reinhardt di The Difficult di Hugo von Hofmannsthal (impostata da Oskar Strnad) è stata finalmente presentata.
Altri lavori alla regia durante il suo periodo come regista sono stati:
- Lady Goblin, di Calderon de la Barca (3 maggio 1924)
- Il mercante di Venezia, di William Shakespeare (26 maggio 1924)
- Belle donne, di Rey (14 ottobre 1924)
- A Midsummer Night's Dream, di Shakespeare (4 febbraio 1925)
- King Lear, di Shakespeare (13 marzo 1925) [1]
- John Galsworthy Company (8 aprile 1925)
- Maximilian, di Franz Werfel (26 maggio 1925)
- Riviera, di Ferenc Molnár  (23 dicembre 1925)
- The Prisoner, di Bourdet (21 maggio 1926)
- Dorothea Angermann, di Gerhart Hauptmann, anteprima mondiale (20 novembre 1926)
- Victoria, di William Somerset Maugham (27 novembre 1926)
- Il buon compagno, di Tristan Bernard (11 maggio 1927)
- Periferia, di František Langer (1 giugno 1927)
- Il corpo vivente, di Leo Tolstoy (31 ottobre 1928)
- Artists, di Watters-Hopkins (28 novembre 1928)
- The Emperor of America, di George Bernard Shaw (11 gennaio 1930)
- The Weak Family, di Bourdet (8 maggio 1931)
- Cosa vuoi da Shakespeare ? (11 novembre 1931)
- Mademoiselle, di Jacques Deval (10 giugno 1932).

Su suggerimento di Reinhardt, il "Seminario Max Reinhardt" di Vienna fu fondato nel 1929.
Tra gli attori del teatro c'erano anche artisti che non potevano più esibirsi in Germania dopo il 1933, e che volevano trasferirsi a Vienna, come lo stesso Reinhardt. Dopo la fine del suo mandato, diresse sotto il suo successore, Otto Preminger, che era in carica dal 1933 al 1935:
- Faust, di Johann Wolfgang von Goethe (4 settembre 1933)
- L'amata voce, di Jean Cocteau insieme a We want to dream of Sacha Guitry (21 febbraio 1934)
- Sei persone in cerca d'autore, di Luigi Pirandello (6 marzo 1934)
- Maria Stuart, di Schiller (22 marzo 1934)

Dal 1935, Reinhardt si preparò a emigrare negli Stati Uniti. Durante la regia di Ernst Lothar (1935-1938), Reinhardt diresse di nuovo: In una notte di Franz Werfel (5 ottobre 1937). Questa è stata l'ultima opera di Reinhardt in Europa.

### America
Nel 1937 aprì il Max Reinhardt Workshop per teatro, televisione e radio, una sorta di accademia di teatro e cinema a Hollywood, ma l'inizio delle lezioni fu ritardato fino al giugno 1938, perché a volte non era stato trovato nessun edificio scolastico adatto. Sua moglie Helene Thimig ha lavorato come docente e regista per il Max Reinhardt Workshop, che alla fine si è trasferito nel Columbia Broadcasting System Building sul Sunset Boulevard a Hollywood.
Dopo il ritiro di Reinhardt dalla partecipazione attiva al seminario nel 1941, la coppia si trasferì a New York. Reinhardt aveva sempre cercato di spostare la sua sfera di attività interamente a New York, di cui molto probabilmente sperava in "continuità nel lavoro della sua vita precedente". Il suo obiettivo era quello di rompere i meccanismi commerciali della produzione di spettacoli teatrali, e contrastare il modo di fare teatro in America, col palcoscenico permanente, in gran parte definito da preoccupazioni artistiche, con un ensemble permanente e un repertorio sofisticato pianificato a lungo termine.

## L'importanza di Reinhardt nella storia del teatro e del cinema

### Estetica teatrale
Contrariamente al teatro naturalistico del XIX secolo, il giovane Reinhardt ha elaborato un teatro festoso ed opulento, per ridare gioia alle persone. Chi conduce la grigia miseria quotidiana aveva bisogno di un'aria allegra e pura di bellezza, in quanto le persone si erano stufate di ritrovare la propria sofferenza ancora e ancora a teatro.  Bisognava dare al pubblico colori più brillanti.
Al centro del teatro di Reinhardt c'era l'arte della recitazione e la personalità dell'attore, da cui dovrebbe iniziare tutta l'arte teatrale, come ha sottolineato nel 1924: “Oggi e per sempre, le persone devono essere al centro di tutta la recitazione, le persone come attori. Laddove l'attore è allo stesso tempo uno scrittore drammatico, ha il potere di creare un mondo a sua immagine e quindi di risvegliare il dramma nella sua più alta forma di vita, come Shakespeare e Molière. Chiunque abbia qualcosa a che fare con il teatro dovrebbe essere un attore. Se reciti o meno nel dramma è la domanda secondaria”. L'ideale di Reinhardt rappresentava quindi un teatro di cui il regista non aveva bisogno come intermediario tra l'autore e l'attore. Il fatto che i registi siano ancora necessari è dovuto solo al fatto che gli sceneggiatori non capiscono davvero il loro mestiere.
Consiglio di leggere, quanto allo stile di Max Reinhardt, quanto scritto da Giuseppe Gabetti (Enciclopedia Italiana, 1936), reperibile al link: http://treccani.it/enciclopedia/max-reinhardt_(Enciclopedia-Italiana)/

## Carriera cinematografica
Max Reinhardt era anche più interessato al mezzo cinematografico della maggior parte delle persone del teatro del suo tempo. Ha realizzato i suoi film come regista, ed occasionalmente come produttore. La sua prima produzione per il film fu Sumurûn (1910). Ha quindi fondato la sua compagnia cinematografica a Vienna e ha diretto l'adattamento cinematografico di The Miracle (1912). Dopo le polemiche sulla messa in scena dei miracoli avvenuta nella Rotonda di Vienna nel 1912, Reinhardt si ritirò dal progetto. In accordo con il produttore berlinese Joseph Menchen, l'autore della commedia ed intimo amico di Reinhardt, Karl Gustav Vollmöller, chiamarono il regista francese Michel Carré, che completò il film che era iniziato sulla base della sua sceneggiatura.
Nel 1913 Reinhardt stipulò un contratto con il gruppo di proiezione di Berlino "Union" (PAGU) di Paul Davidson. Per 200.000 Reichsmarks (1.085.597 euro), ha realizzato i film muti prodotti in Italia: L'Isola dei Beati e Una notte veneziana, opera dell'amico Karl Gustav Vollmöller. In entrambi i film, Max Reinhardt ha chiesto molto impegno al suo cameraman Karl Freund per via di scatti speciali come la laguna al chiaro di luna.
L'isola dei beati è stata particolarmente apprezzata dalla critica perché Reinhardt ha posto maggiormente l'accento sulla chiarezza dell'espressione e sulla rivitalizzazione dell'espressione facciale. Il film, che si distingue per il suo stile di gioco erotico, è stato in parte interpretato nell'antichità, in cui apparivano divinità marine, ninfe e fauni e gli attori apparivano nudi, e in parte nel presente, adattati ai rigidi costumi. Gli attori, per lo più da Berlino, dovevano interpretare doppi ruoli, come spesso accadeva nei film muti dell'epoca: uno nel passato e uno nel presente. Wilhelm Diegelmann e Willy Prager interpretarono sia i padri borghesi che gli dei del mare, ed Ernst Matray uno scapolo e un fauno. Leopoldine Konstantin ha giocato il circe. Tuttavia, gran parte del film avrebbe dovuto essere vittima della censura cinematografica. Oltre alle scene di nudo, queste erano le prime scene di sesso girate da una mano del maestro, descritte nel rapporto sulla censura come segue: "Nell'atto II," People in Sight ", le scene delle naiadi nude devono essere rimosse fino a quando non si girano e saltano in acqua. Inoltre, con l'esclusione della scena in cui il fauno è punto dalla freccia di Cupido e fa contrazioni convulse, dove sente e porta via la ragazza, le scene in cui la ragazza è sdraiata a terra e accarezzata dal fauno, dove è il dio del mare, devono essere rimosse vuole strappare dal fauno, in modo che la scena ricomincia solo dove il giovane salva la ragazza. In III. Recita dalla scena filistea sull'Isola della Beata, dove Circe è seduto sulla panchina con i due anziani, tutto deve essere rimosso dal momento in cui il suo servitore porta la pozione. Inoltre, la scena d'amore tra Circe e i due scapoli deve stare alla larga. Il film può essere proiettato solo se tutte le scene qui elencate sono state escluse".  In realtà, nulla è stato tagliato, come prescritto dalla censura.
In Una notte veneziana di Karl Gustav Vollmöller (1914) recitavano anche attori del teatro tedesco. Maria Carmi ha interpretato la sposa, Alfred Abel, il giovane sconosciuto, e questa volta Ernst Matray ha ricevuto i ruoli di Anselmo e Pipistrello da Reinhardt. Le riprese che sono iniziate alla stazione ferroviaria di Venezia sono state particolarmente evidenti in quanto i veneziani presenti sono stati incitati da un fanatico contro i cineasti di lingua tedesca, che successivamente si sono tuffati sull'apparato cinematografico e hanno bloccato le registrazioni. Quando arrivò la polizia, tuttavia, non furono i piantagrane, ma i cineasti ad essere arrestati. Solo dopo l'intervento di un console tedesco le riprese poterono essere completate alla presenza della polizia.
Nel 1935, Reinhardt ha diretto il suo unico film negli Stati Uniti, Sogno di una notte di mezza estate, insieme a William Dieterle (musica per film di Erich Wolfgang Korngold dopo Felix Mendelssohn Bartholdy). Il film per Warner Brothers è stato prodotto con grande sforzo, e ha unito un cast di star, ma ha avuto scarso successo al botteghino. Reinhardt ha anche scoperto Olivia de Havilland durante questo periodo, che ha fatto il suo debutto in questo film. Ma il suo lavoro teatrale ha anche ricevuto forti suggerimenti dal film. Dal momento che ha trasferito troppo il concetto di stilizzazione del suo teatro al film e non è stato in grado di utilizzare i mezzi espressivi del film in modo creativo, i suoi film sono stati comunque accolti freddamente dalla critica e dal pubblico.
Contrariamente a molti altri registi che consideravano il "Kintopp" un intrattenimento basso, Max Reinhardt incoraggiò i suoi attori a lavorare per il film. Ha fondato la Drama School Berlin e il seminario Max Reinhardt a Vienna, di cui molti hanno fatto carriera nel cinema. Anche gli attori che appartenevano all'ensemble del cabaret di Berlino Schall und Rauch fondato da Reinhardt (compresi Trude Hesterberg e Rosa Valetti) acquisirono importanza.

## Filmografia

### Regista
- Sumurûn (1910)
- Das Mirakel (1911), con musiche di Engelbert Humperdinck su libretto di Karl Vollmöller e Max Reinhardt): primo film con musica composta espressamente per il cinematografo[3]
- Die Insel der Seligen (1913)
- Notti veneziane (Eine venezianische Nacht) (1914)
- Il sogno di una notte di mezza estate (A Midsummer Night's Dream), co-regia William Dieterle (1935)

### Attore
- Camille, regia di Ralph Barton (1926)

## Scritti
- Lettere, discorsi, scritti e scene selezionati dai libri del regista. Pubblicato da Franz Hadamowsky. Hollinek, Vienna 1963.
- Non sono altro che un uomo di teatro. Lettere, discorsi, saggi, interviste, conversazioni. A cura di Hugo Fetting. Henschel, Berlino 1989.
- La vita per il teatro. Scritti e testimonianze di sé. A cura di Hugo Fetting. Argon, Berlino 1991.
- Regista di "Jedermann" di Hugo von Hofmannsthal. Volume I. A cura del Fondo del Festival di Salisburgo. Volume II: Edizione e commenti. A cura di Harald Gschwandtner, Evelyn Annuß, *Edda Fuhrich e Norbert Christian Wolf per il Salzburg Festival Fund. Hollitzer Verlag, Vienna 2020.
- Max Reinhardt, I sogni del mago, a cura di Edda Fuhrich e Gisela Prossnitz, Traduzione di Flavia Foradini, Milano, Guerini Editore, 1994, ISBN 887802537-2

## I teatri di Reinhardt

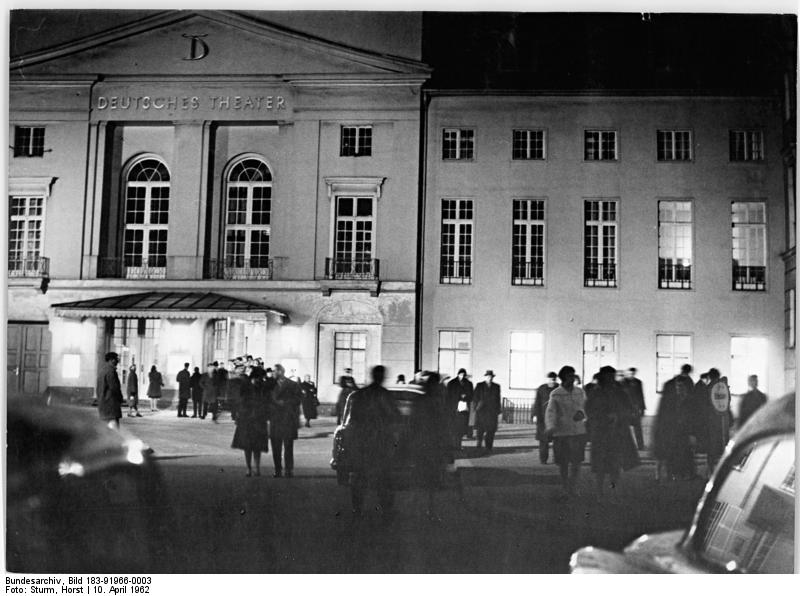
Deutsches Theater, Berlino
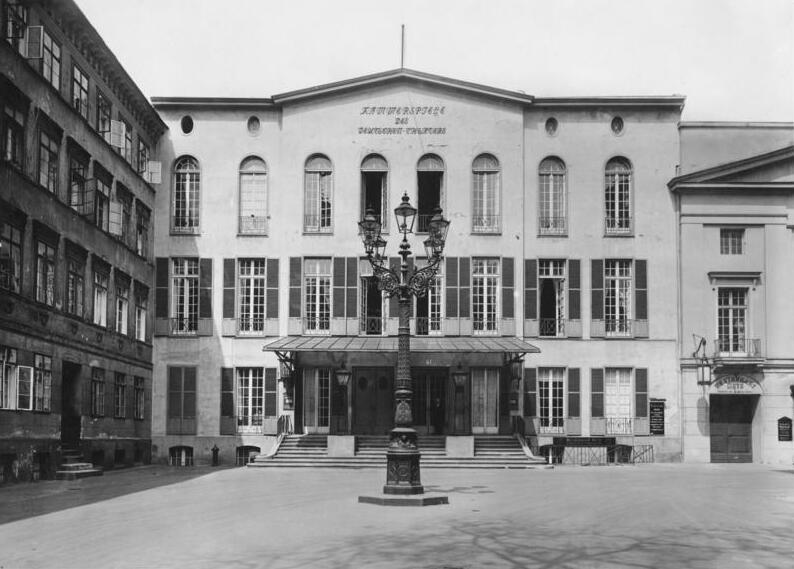
Kammerspiel di Berlino
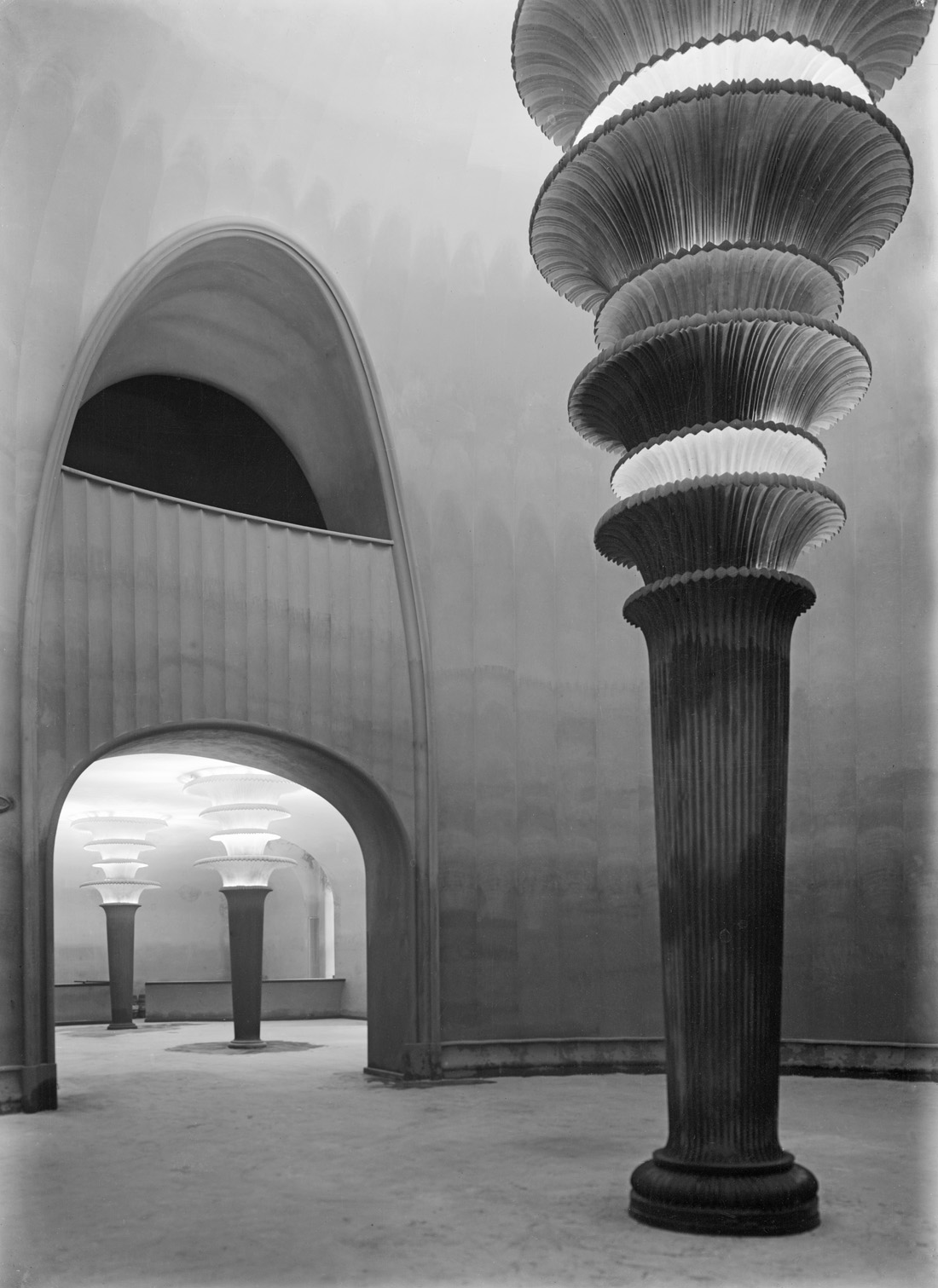
Grosses Schauspielhaus, Foyer, Berlino
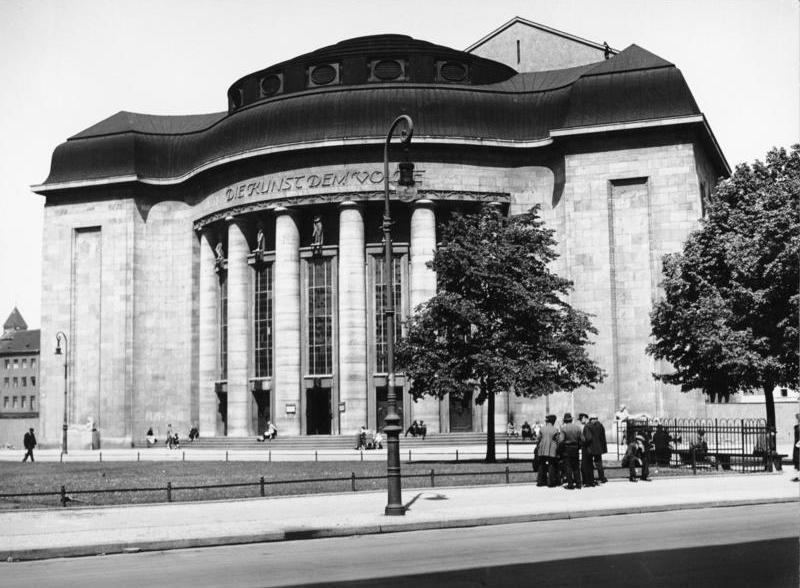
Volksbühne, Berlino
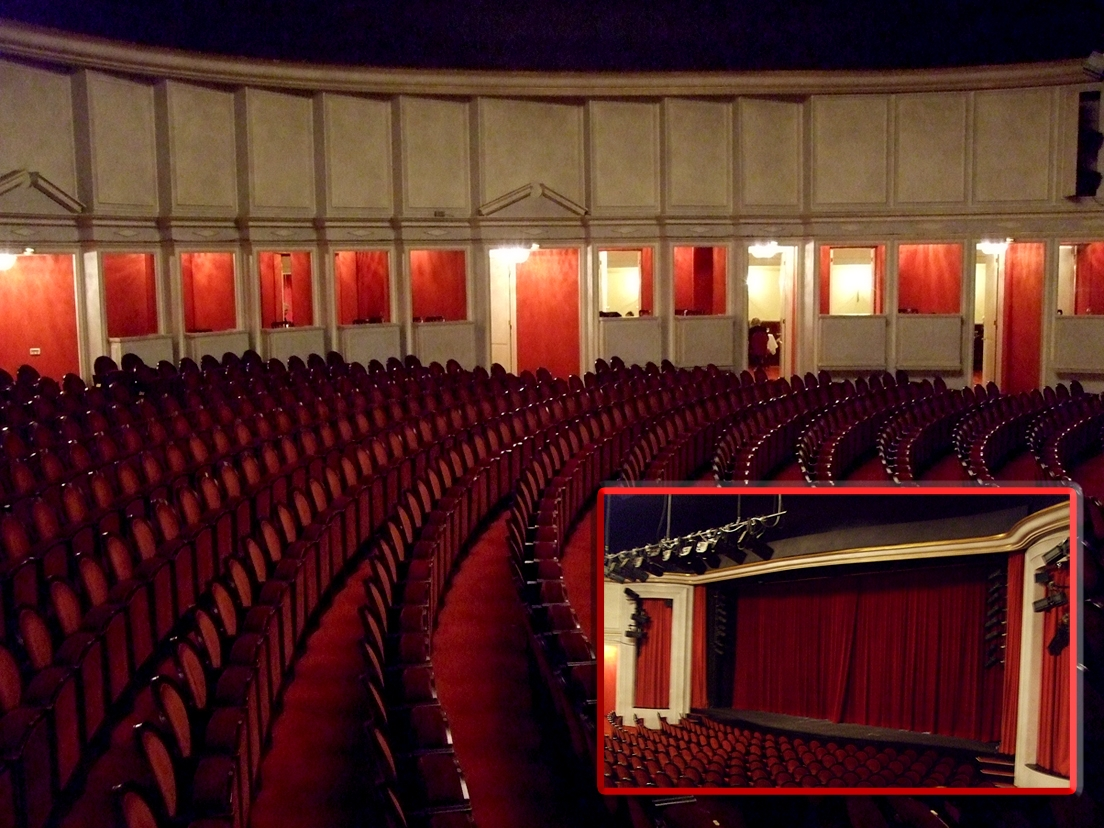
Theater am Kurfürstendamm di Berlino
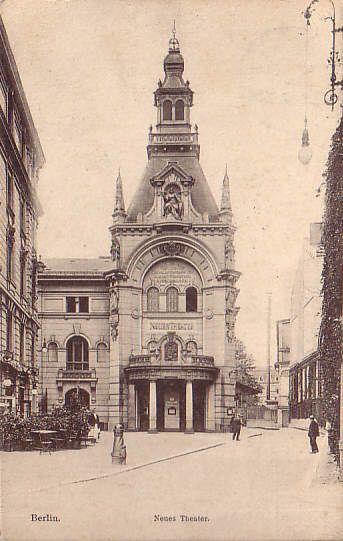
Theater am Schiffbauerdamm di Berlino
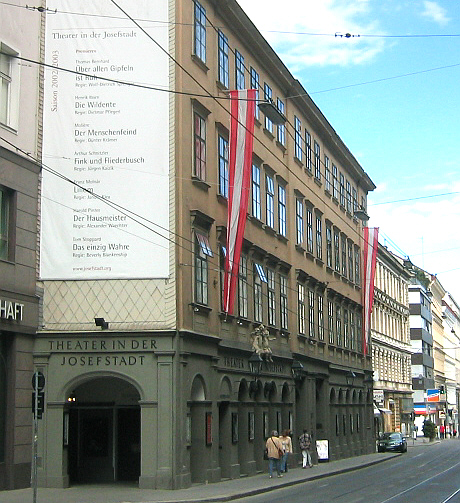
Theater in der Josefstadt, Vienna

## Attori e opere

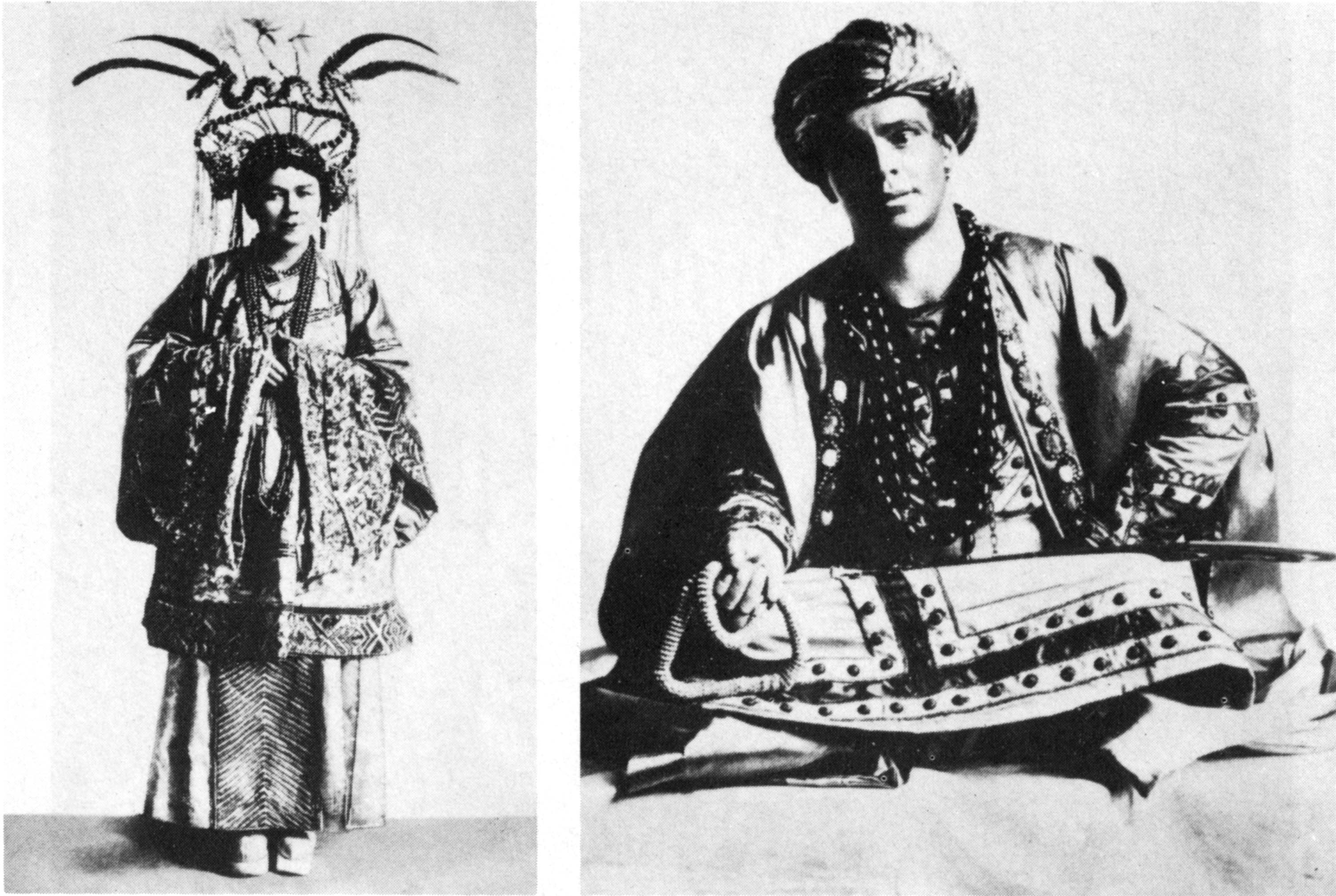
Gertrud Eysold (Turandot), Alexander Moissi (Calaf), Turandot (1911)
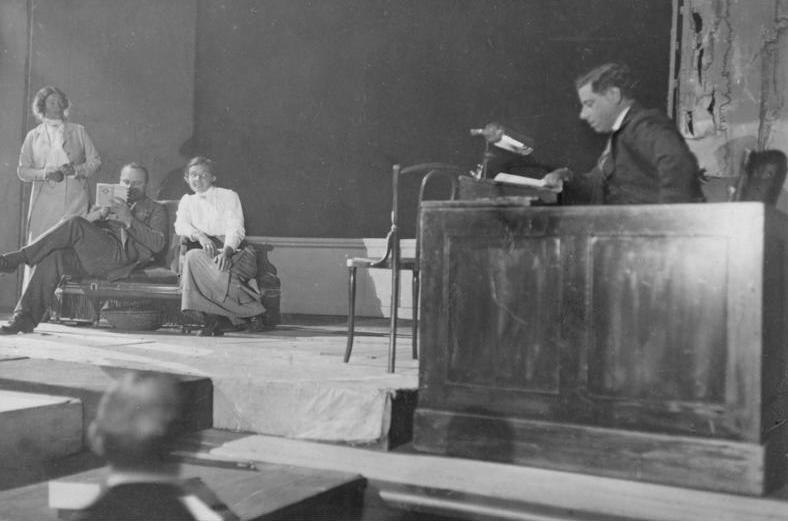
Reinhardt durante le prove di Torquato Tasso (1913)
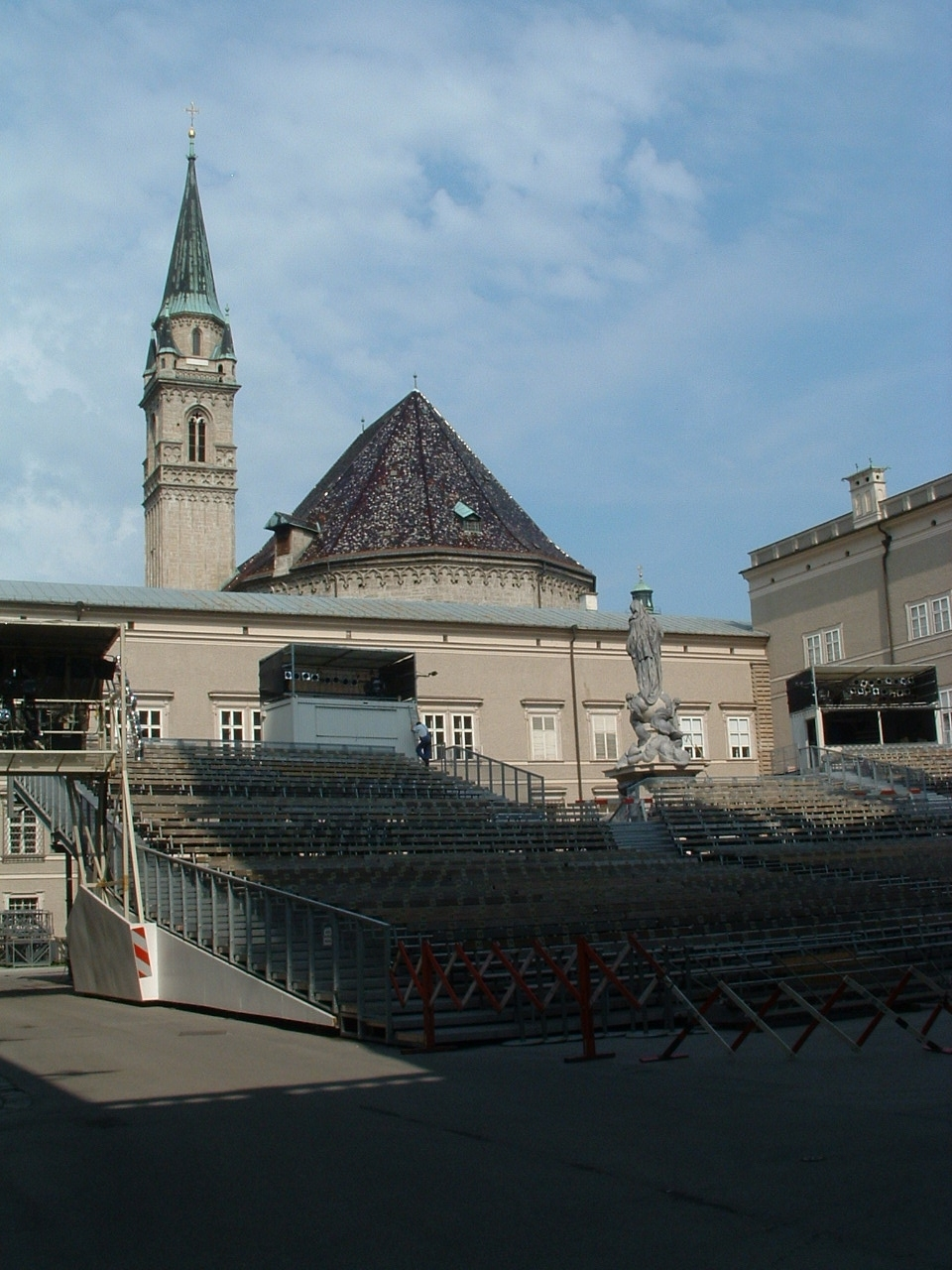
Palco e scenografia di Jedermann, Festival di Salisburgo
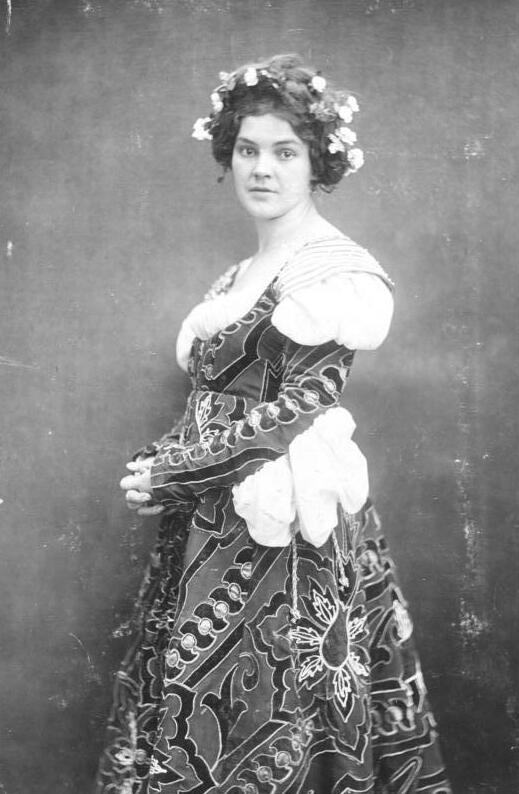
Leopoldine Konstantin dalla rappresentazione Jedermann (1920)
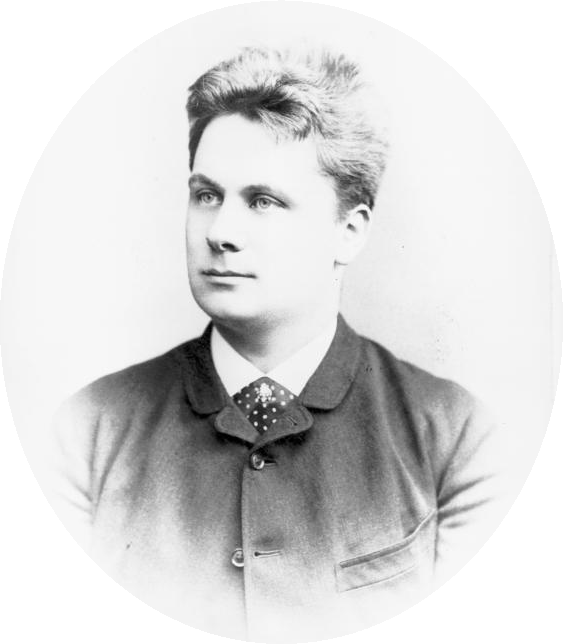
Hugo Thimig il Pantalone del Servitore dei due padroni
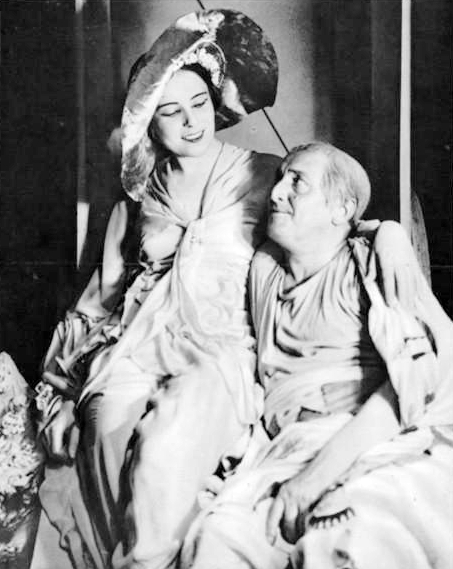
Jarmila Novotná in La Belle Hélène di Jacques Offenbach (1931)

## Onori
Il 18 novembre 2015 il Friedrichstadt-Palast Berlin ha inaugurato solennemente in onore dei suoi fondatori Max Reinhardt, Hans Poelzig e Erik Charell il monumento sulla Friedrichstraße 107.